# گئورگ هاکل
گئورگ هاکل (به آلمانی: Georg Hackl) ورزشکار مرد رشتهٔ لژ (ورزش) اهل کشور آلمان است. وی در بین سال‌های ‎۱۹۹۲ تا ۲۰۰۲ میلادی در مسابقات بازی‌های المپیک زمستانی در مجموع ۵ مدال، شامل ۳ مدال طلا و ۲ نقره را کسب کرد.